# Збагачувальна фабрика «Піонер»
Збагачувальна фабрика «Піонер» — збагачувальна фабрика шахти «Піонер» в смт Новодонецьке.

## Історія
Збудована за проектом інституту «Дніпродіпрошахт» у 1961 році як індивідуальна фабрика для збагачення газового коксівного, а затим енергетичного довгополум'яно-газового вугілля, яке видобувається шахтою «Піонер». Виробнича потужність — 770 тис. тон на рік. Технологія збагачення передбачає відсадку у некласифікованому стані вугілля, що надходить на фабрику у вигляді пульпи. Розділення ведеться на концентрат та відходи. Особливість вихідного живлення фабрики зумовлює ряд специфічних рис у побудові технологічної схеми: наявність операції гідравлічної класифікації пульпи для часткового видалення шламу, розвиненість водно-шламового господарства, роздільне складування крупнозернистих та кускових відходів у відвалі і тонкозернистих мулів — у мулонакопичувачі.

## Адреса
Смт Новодонецьке, Донецька область, залізнична станція Легендарна; телефон (відомчий) 590-53-18-4-71.